# Список риб Лесото

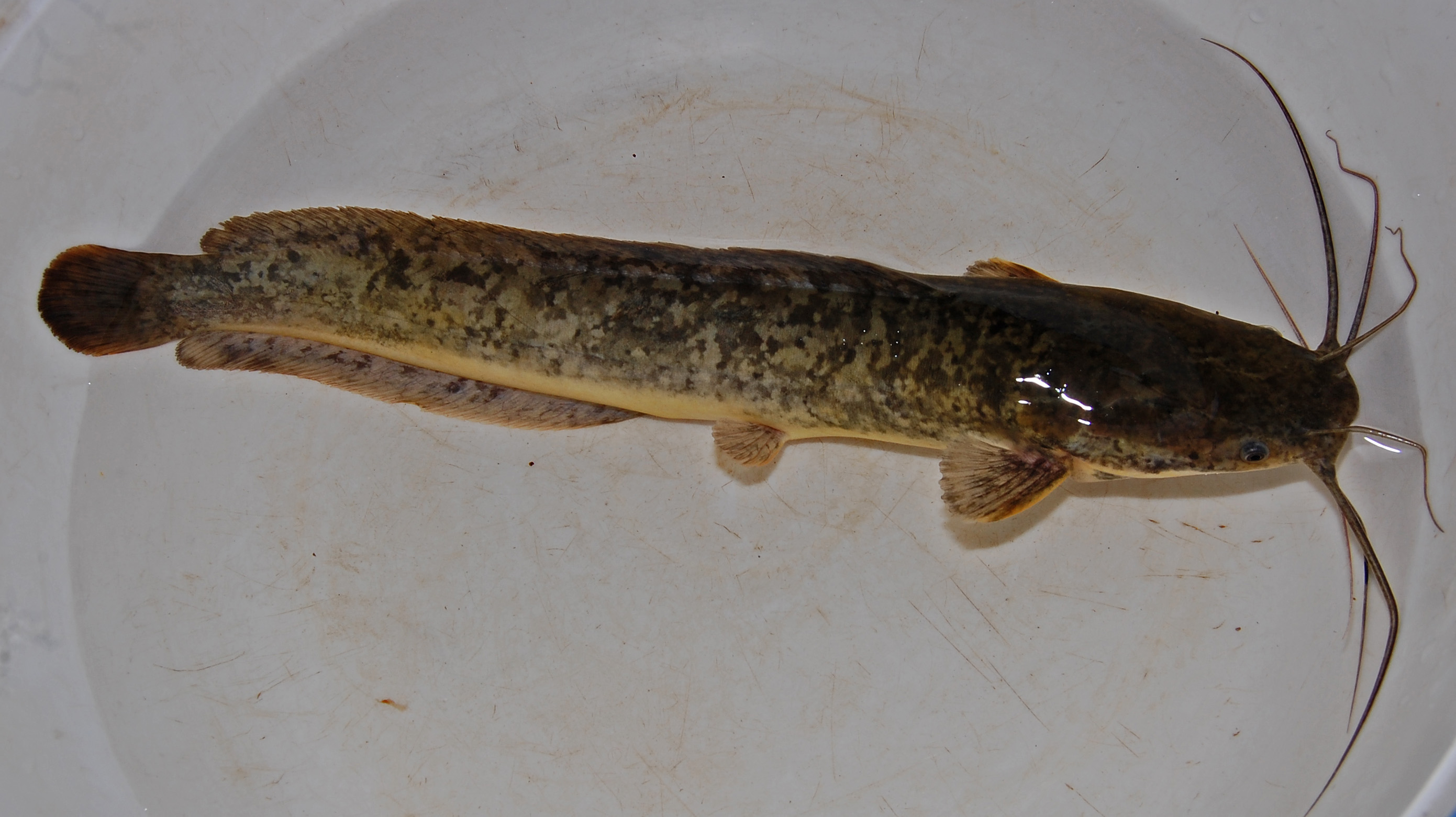
Clarias gariepinus

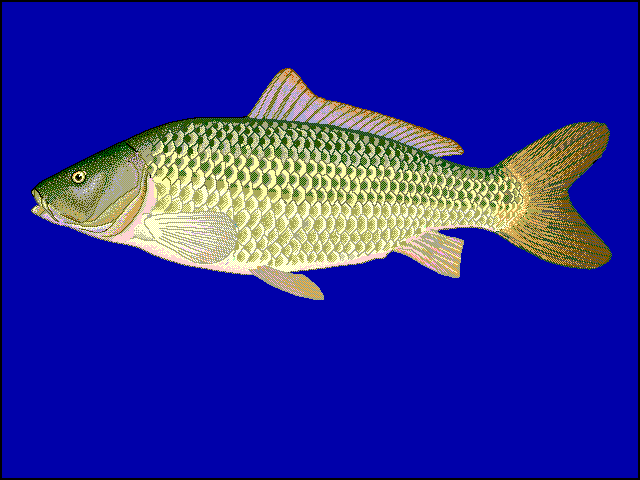
Cyprinus carpio carpio

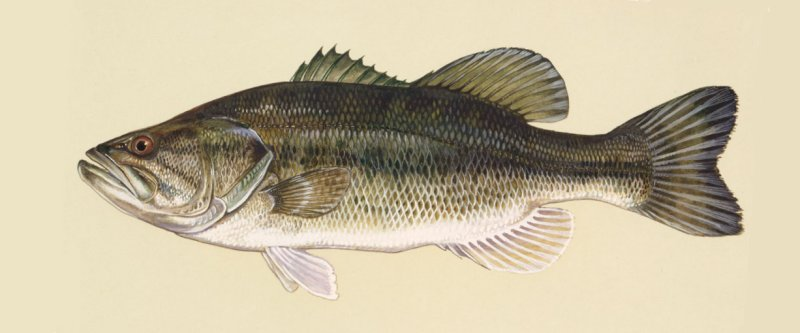
Perca americana (Micropterus salmoides)

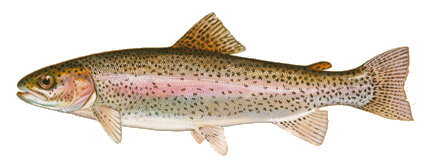
Oncorhynchus mykiss

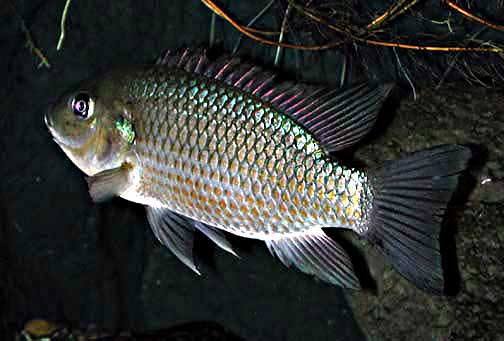
Oreochromis mossambicus

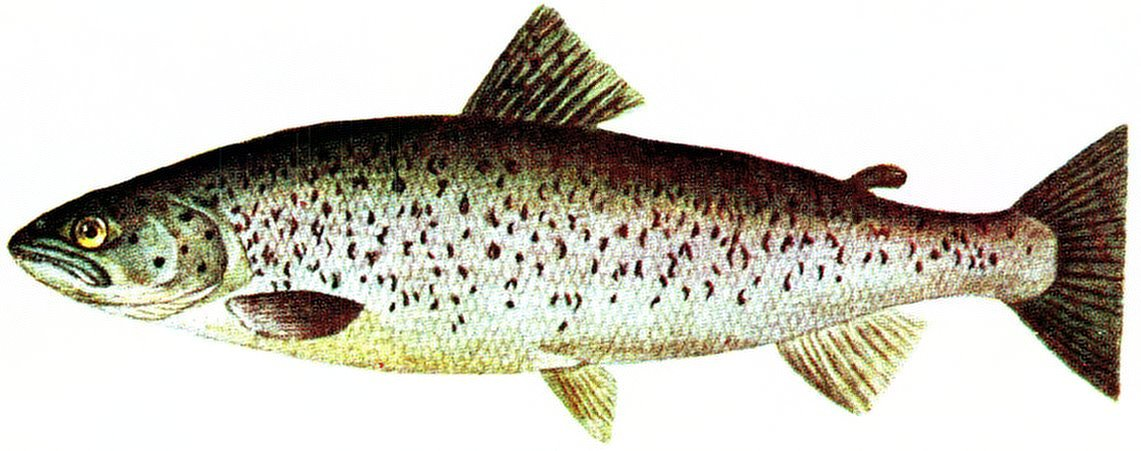
Salmo trutta trutta

Список риб Лесото неповний і складається з 12 видів риб, що мешкають у територіальних водах Лесото.

## A
- Austroglanis sclateri

## B
- Barbus anoplus

## C
- Clarias gariepinus
- Cyprinus carpio carpio

## L
- Labeo umbratus
- Labeobarbus aeneus
- Labeobarbus capensis

## M
- Micropterus salmoides

## O
- Oncorhynchus mykiss
- Oreochromis mossambicus

## P
- Pseudobarbus quathlambae

## S
- Salmo trutta trutta[1]